# Huecuvus
Ein Huecuvus (auch Huevuva, Huecuvas, Huecuve, Huecufe oder Wecufe) ist in der Mythologie der Araukaner aus Südamerika ein böser Geist, der vom Vulkangott Pillan losgelassen wird. Ein Huecuvus kann jede beliebige Form annehmen, um Menschen Elend und Not zu bringen, zum Beispiel von Krankheiten, Ernteausfällen, Unwettern und anderen Plagen. Gegen einen Huecuvus gibt es laut Volksglauben keinen Schutz.